# Museo Nacional de San Marcos
El Museo San Marco (Museo de San Marcos), que tiene su sede en la parte monumental de un antiguo convento dominico, se encuentra en la Piazza di San Marco de Florencia (Italia).
El museo expone obras de Fra Angelico, Jacopo Vignali, Domenico Ghirlandaio, Fra Bartolomeo, Plautilla Nelli, Fra' Paolino y otros. Las antiguas celdas monacales de la planta superior, que se despliegan a través de tres pasillos, están decoradas con un célebre ciclo de frescos representando escenas de La vida de Cristo de Fra Angelico y sus ayudantes.

## Historia

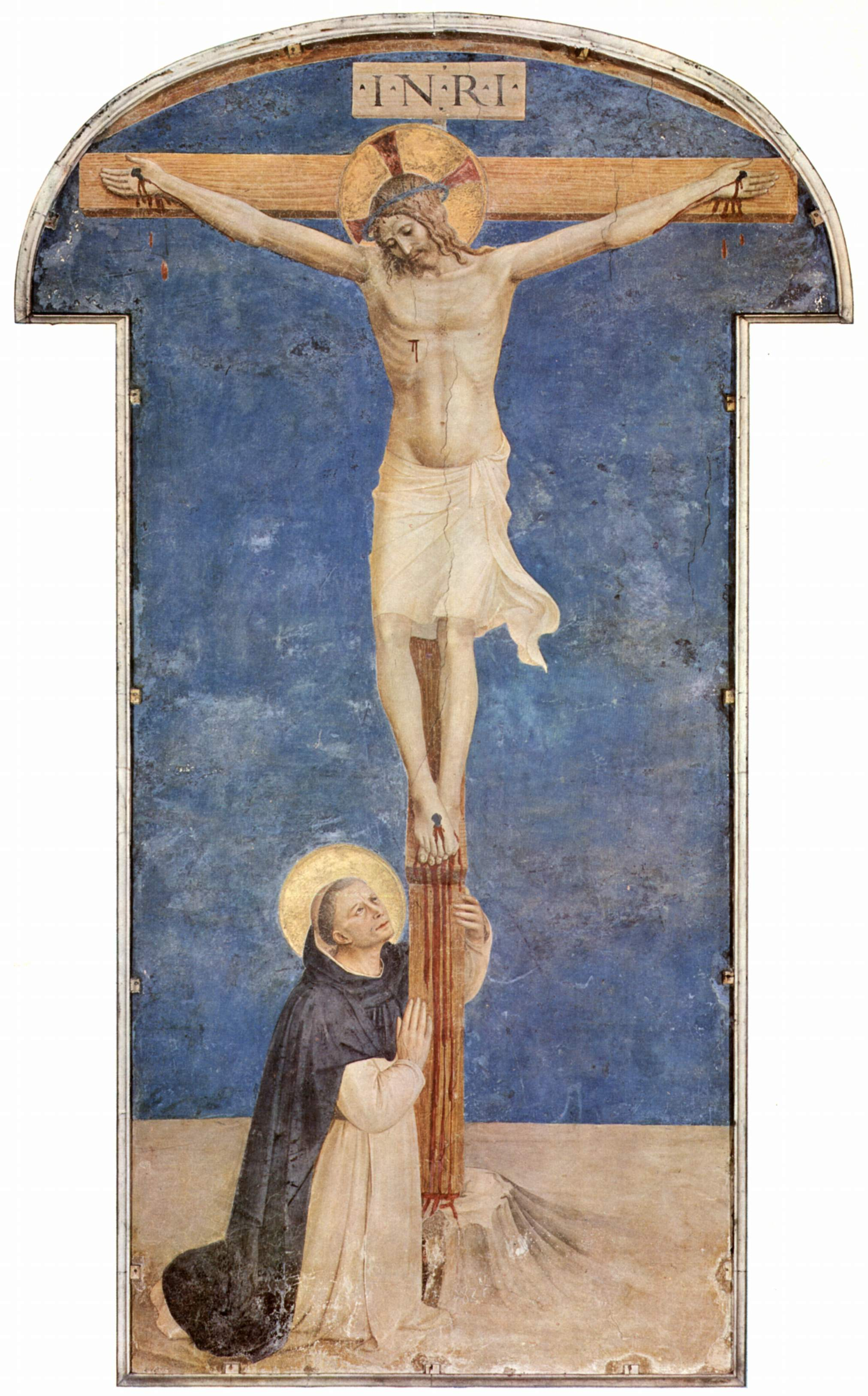
Fra Angélico, Santo Domingo adorando a la Cruz

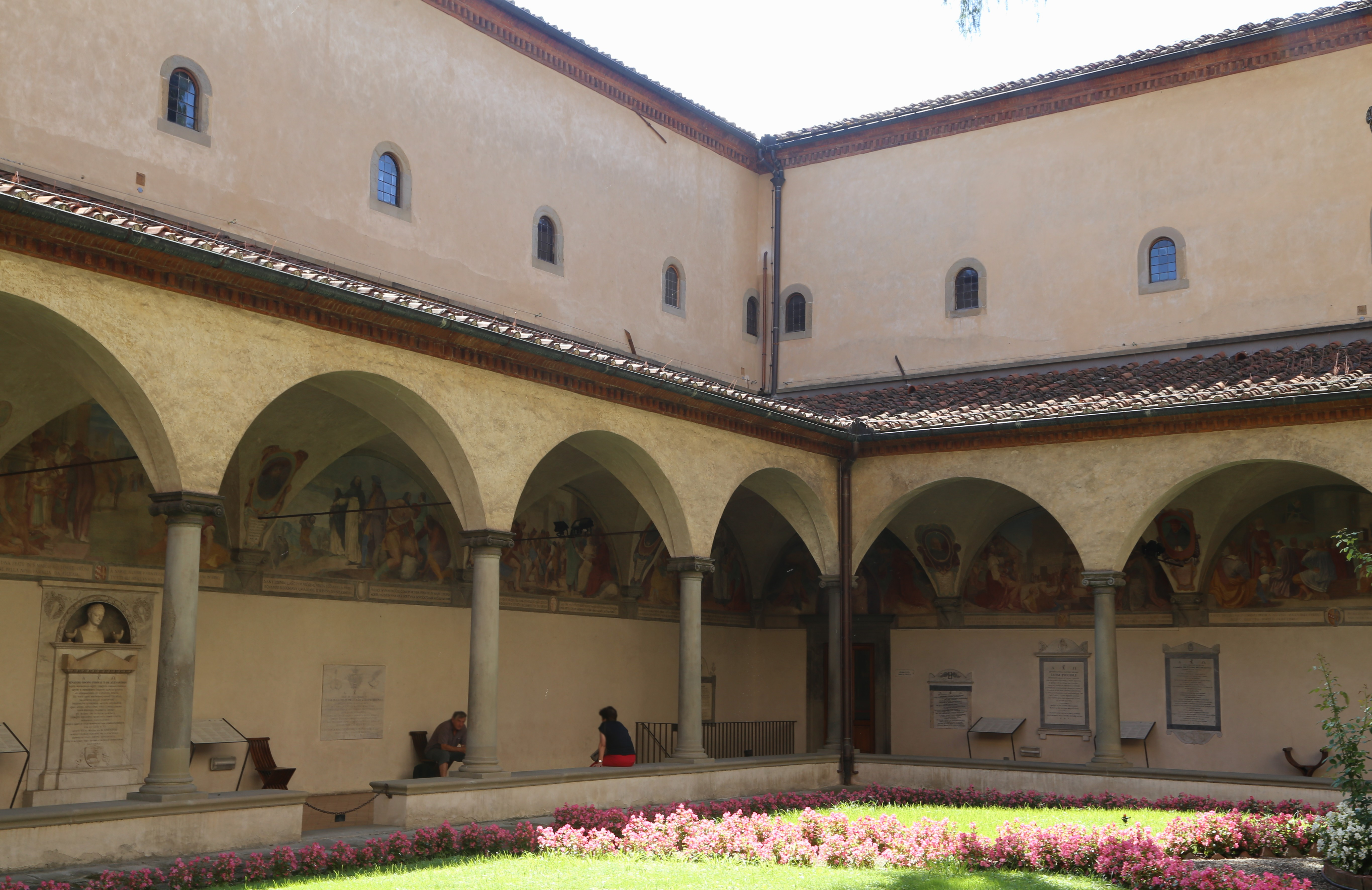
Claustro de Sant'Antonino

Fundado en el siglo XIII, del antiguo edificio quedan algunos vestigios y trazas de frescos. Como narra en sus Vidas Giorgio Vasari, Cosme Pater Patriae no escatimó energía ni dinero para llevar a cabo una reestructuración radical del edificio, encargada al arquitecto  Michelozzo; al acabar las obras, en 1452, el convento de San Marcos fue uno de los más modernos, bellos y confortables de Italia. 
El proyecto de Michelozzo se concretó en un amplio edificio de sobrio estilo renacentista, gracioso y elegante, caracterizado por amplias superficies y espacios regulares compartimentados con claridad. La obra maestra del arquitecto fue la sala de la biblioteca, espaciosa sala con columnas, que se convirtió, durante la época de Lorenzo el Magnífico refugio privilegiado de humanistas, entre los que puede citarse a Angelo Poliziano y Pico della Mirandola, que aquí podían consultar libremente textos en latín y griego, en la primera "biblioteca pública" que existió en el mundo occidental.
El Convento de San Marcos fue expropiado por vez primera en 1808, en la época napoleónica; se devolvió a los frailes dominicos después de la caída del emperador francés y durante la Restauración, el monasterio fue nuevamente confiscado por el Estado italiano en 1866, por un famoso R.D. del 7 de julio de 1866, que preveía la supresión de las órdenes religiosas.
Declarado bien monumental de importancia nacional, se abrió al público en 1869.
El convento de San Marcos es célebre, además de por sus obras de arte, por los numerosos personajes célebres que hospedó tras sus muros: san Antonino, fra' Girolamo Savonarola y sobre todo el fraile y pintor Giovanni da Fiesole, llamado Fra Angelico.

## El Museo
Del claustro de San Antonino (Chiostro di Sant'Antonino), construido por Michelozzo antes de 1440 y con frescos realizados un siglo después por Bernardino Poccetti, se accede a las estancias que constituyen el complejo museístico de San Marcos. Aquí Fra Angelico pintó sobre la luneta de cada puerta un fresco. Las lunetas del claustro fueron varias veces pintadas al fresco a finales del Cinquecento y principios del siglo XVII por Bernardino Poccetti y otros artistas con escenas ilustrativas de la Vida y milagros de San Antonino. 
La sala dell'Ospizio dei Pellegrini, esto es, el hospicio de peregrinos, donde se ofrecía hospitalidad a peregrinos y visitantes, se dedica a Fra Angelico y recoge muchas de sus más importantes pinturas sobre tabla, como el Descendimiento (h. 1435-1440), retablo pintado para la iglesia de Santa trinità, y la Madonna dei Linaioli, encargada por los linaiuoli (gremio de tejedores de lino) en 1433, en colaboración con Lorenzo Ghiberti. 
La Sala Capitular (Sala Capitolare) fue pintada al fresco con la compleja y alegórica Crucifixión y santos (Crocifissione) terminada en 1442, una verdadera obra maestra, durante cuya realización se dice que se emocionó hasta las lágrimas el propio pintor.
En el resto de las dependencias de la planta baja, entre las cuales estaba el Lavabo y dos refectorios, hay obras de los principales artistas del Quattrocento y del Cinquecento florentino: Domenico Ghirlandaio (Última Cena (Cenacolo) de 1482, una versión en escala reducida del Cenacolo di Ognissanti), Alesso Baldovinetti, Giovanni Antonio Sogliani y fra Bartolomeo. 
El segundo refectorio recoge obras de la llamada "escuela de San Marcos", constituida por alumnos de fray Bartolomeo.
En la primera planta, donde está el bellísimo fresco de la ' Anunciación (Annunciazione) que acoge a los visitantes en lo alto de la escalera, están situadas las celdas de los monjes, con fresco de fra Angelico y alumnos con escenas que inspirasen los rezos de los monjes, sobre todo ligados a las escenas de la Pasión de Cristo. Al fondo del ala sur se encuentran las celdas que habitó Savonarola. 
También es parte del museo la antigua biblioteca construida en la primera planta por Michelozzo por voluntad de Cosme de Médici, con una airosa estructura bien iluminada que facilitase la lectura y el estudio. Aún hoy custodia una gran cantidad de preciosos códices miniados. La  mayor parte de los libros más preciosos (muchos de la época de Cosme el Viejo) se ha transferido a la Biblioteca Laurenciana después de la supresión del convento a principios del siglo XIX. La biblioteca conventual custodia aún una colección de obras de teología y filosofía y comprende también una parte de la biblioteca de Giorgio La Pira. 
En la Foresteria están reunidos numerosos restos pétreos provenientes de las demoliciones del siglo XIX del centro de Florencia y del ghetto, durante la época del Risanamento a caballo entre el siglo XIX y el XX.
San Marcos alberga aún una comunidad dominica, habitando los monjes el claustro interno. 

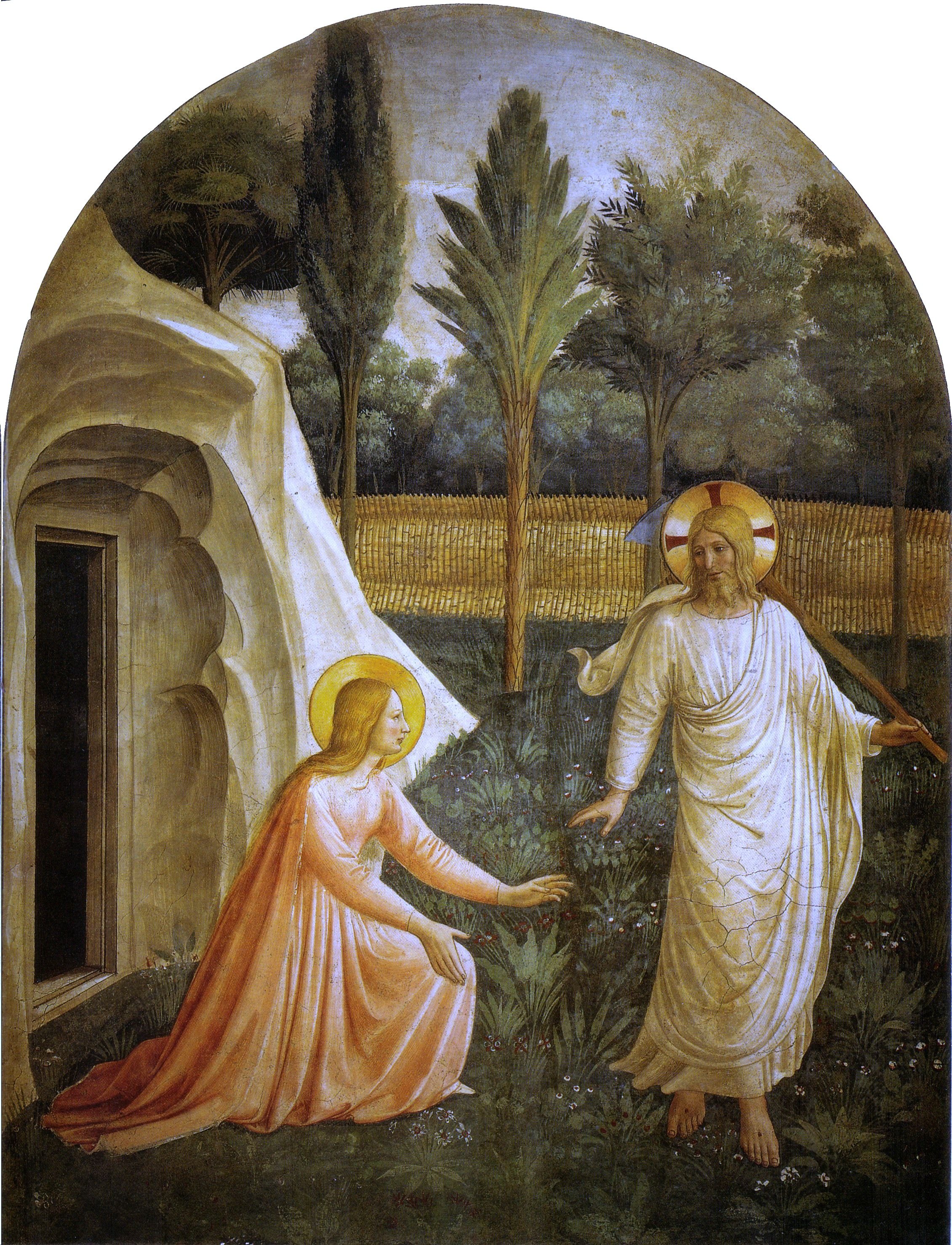
Celda 1 Noli me tangere
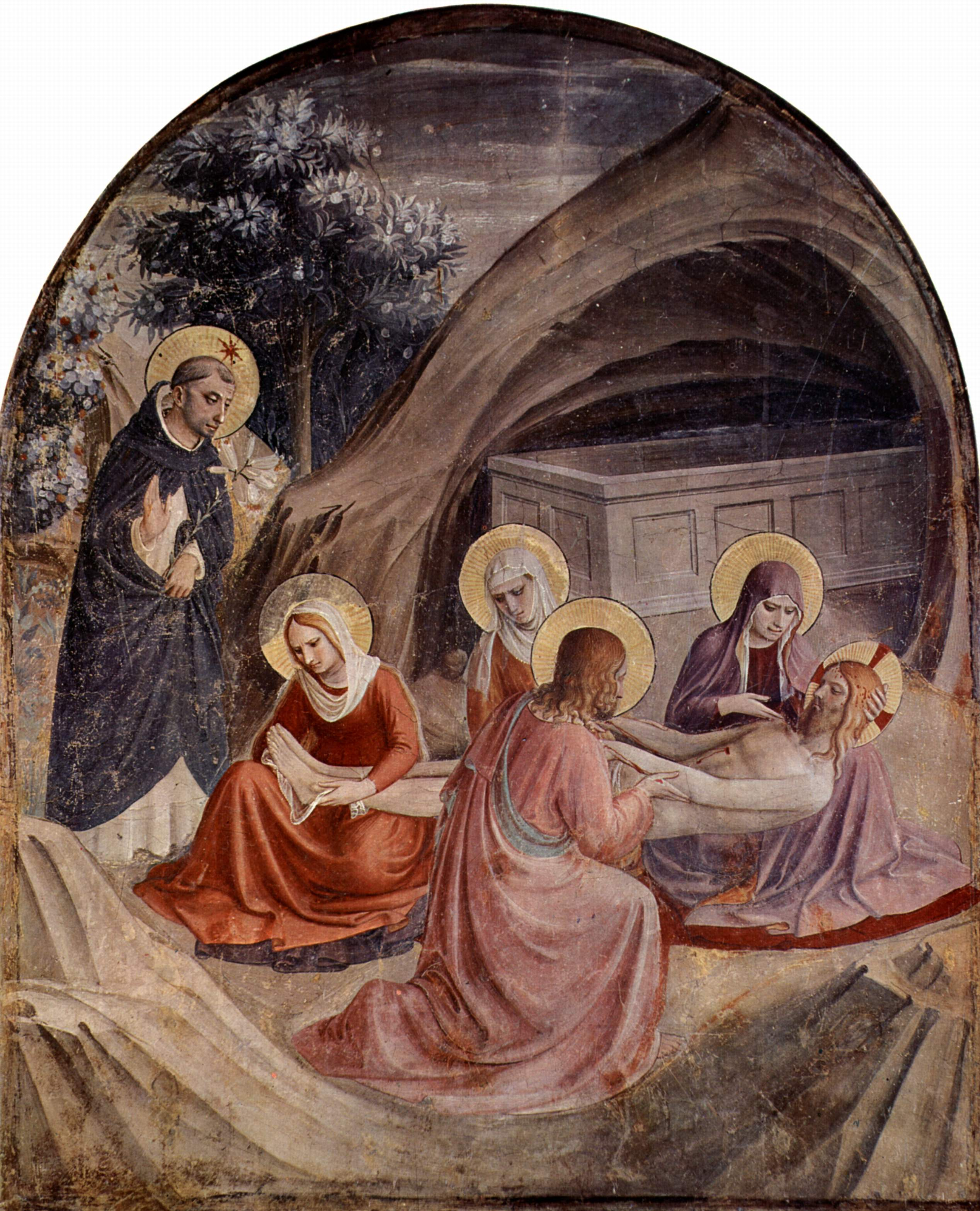
Celda 2 Llanto sobre Cristo muerto
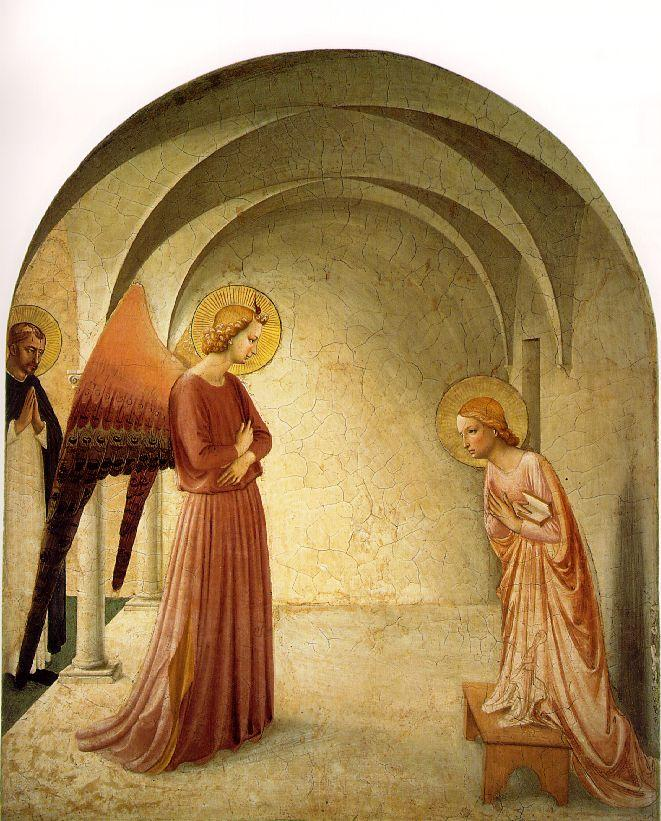
Celda 3 Anunciación
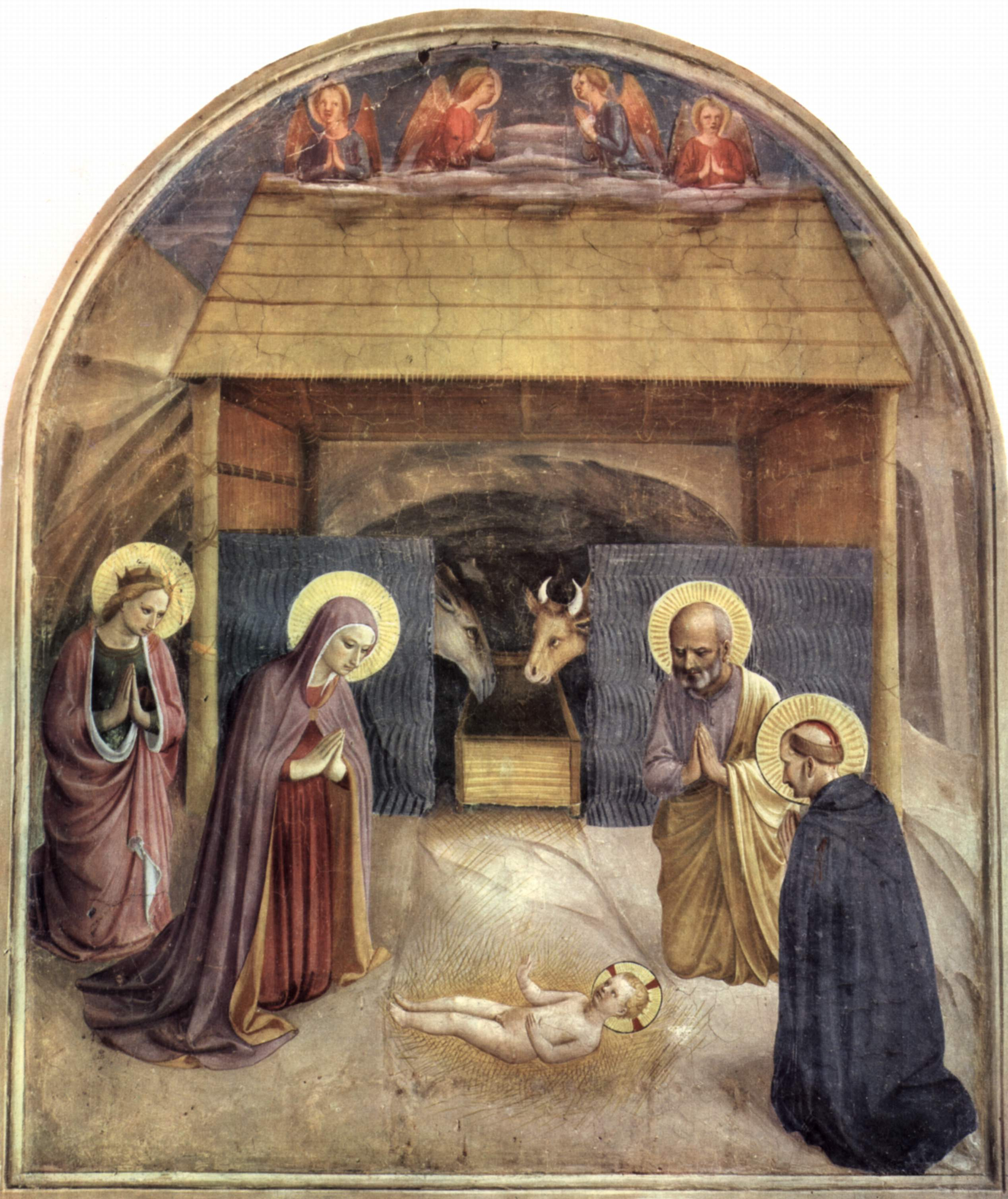
Celda 5 Nacimiento
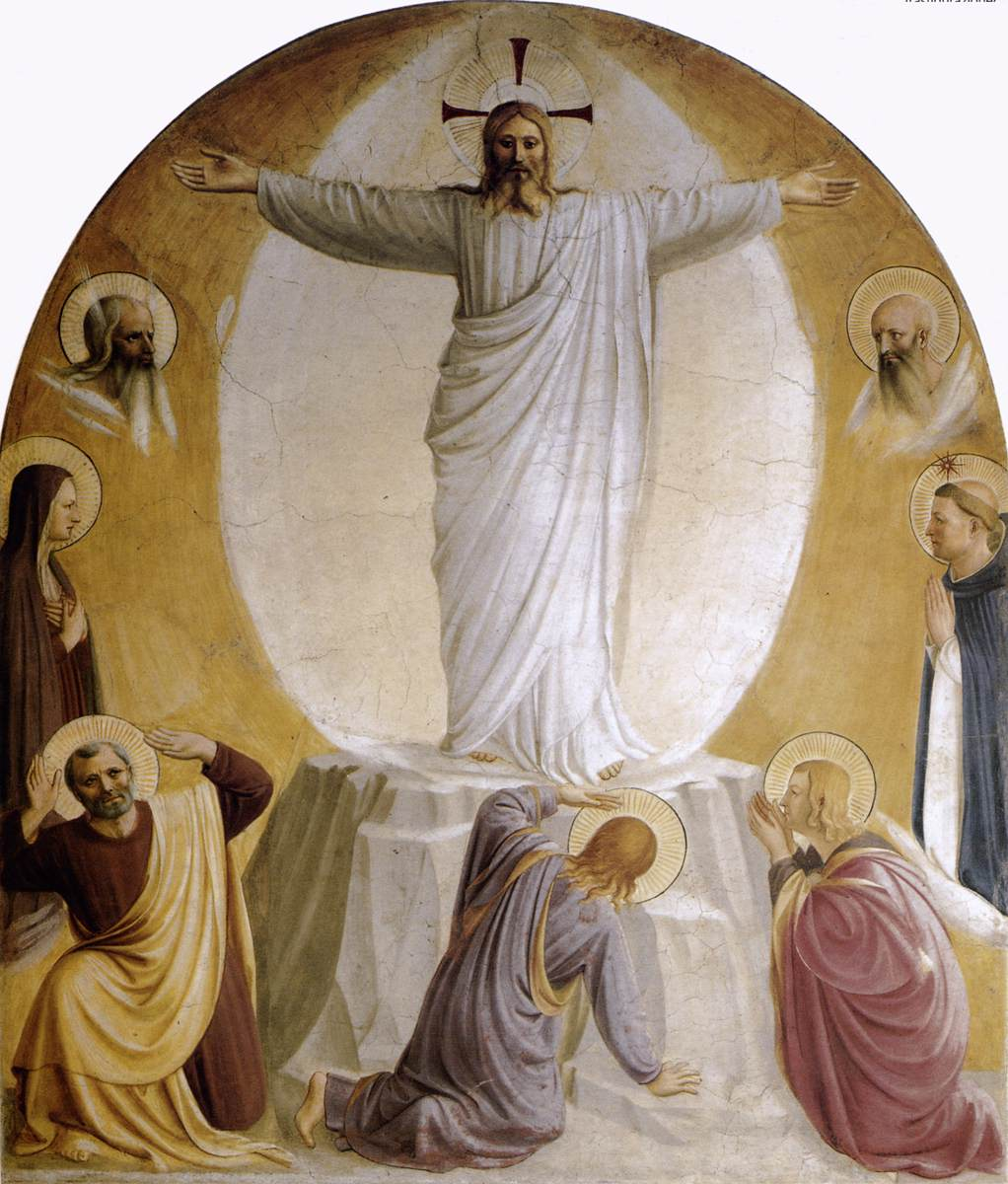
Celda 6 Transfiguración
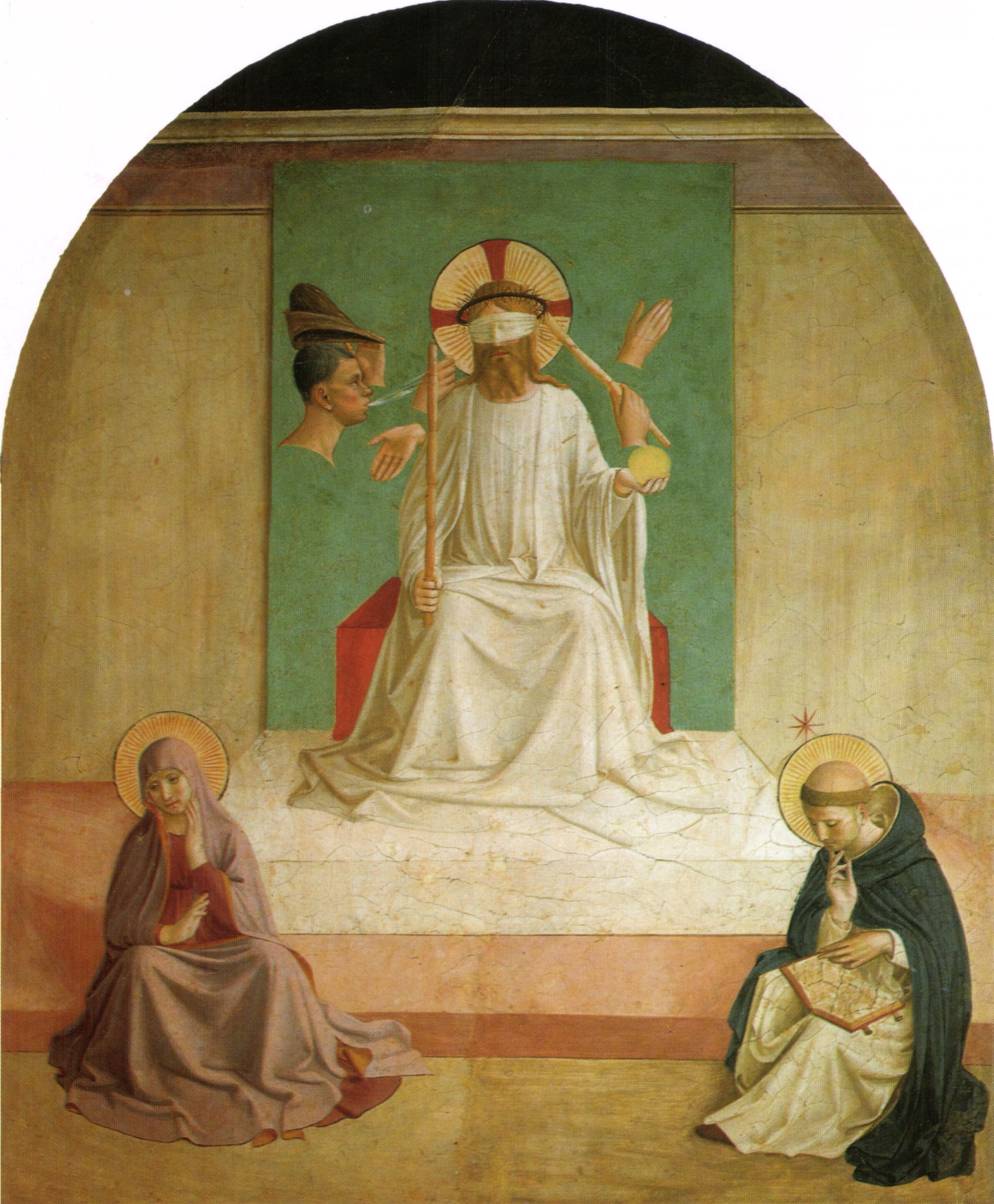
Celda 7 Cristo escarnecido, la Virgen y Santo Domingo
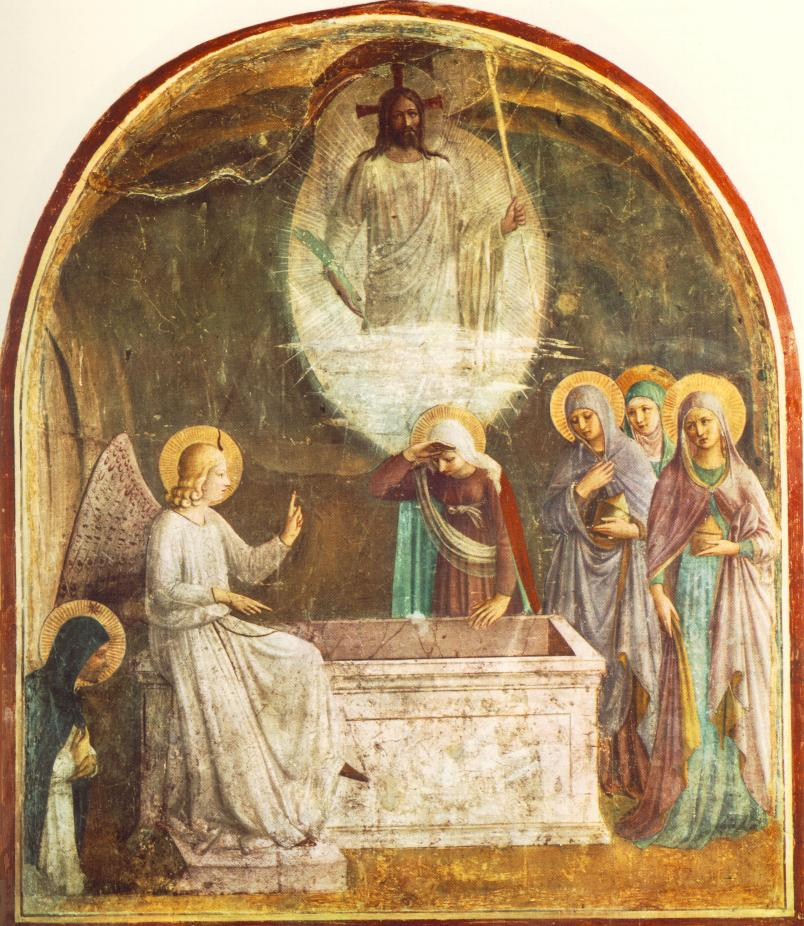
Celda 8 Las tres Marías en el sepulcro
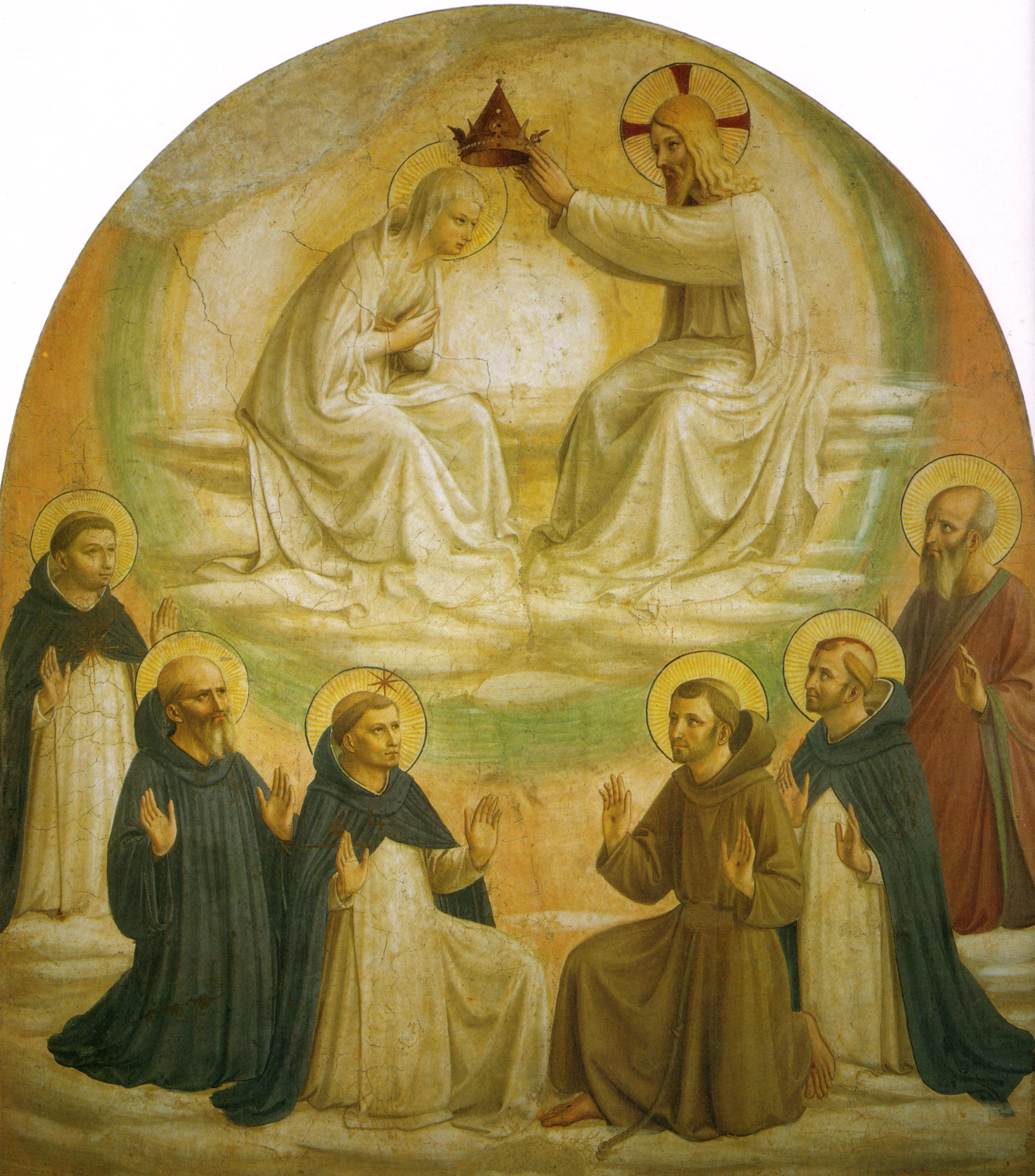
Celda 9 Coronación de María
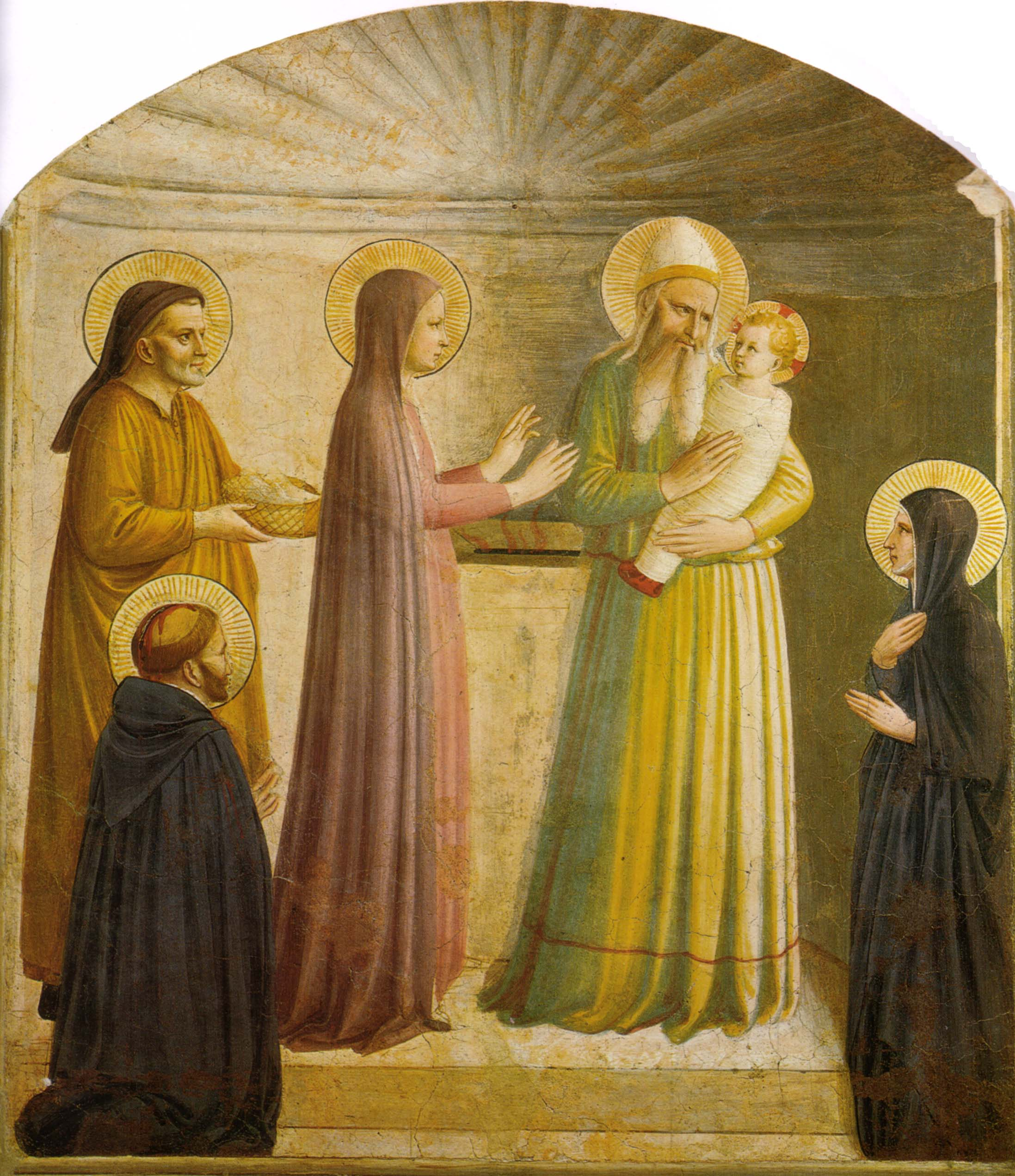
Celda 10 Presentación en el Templo
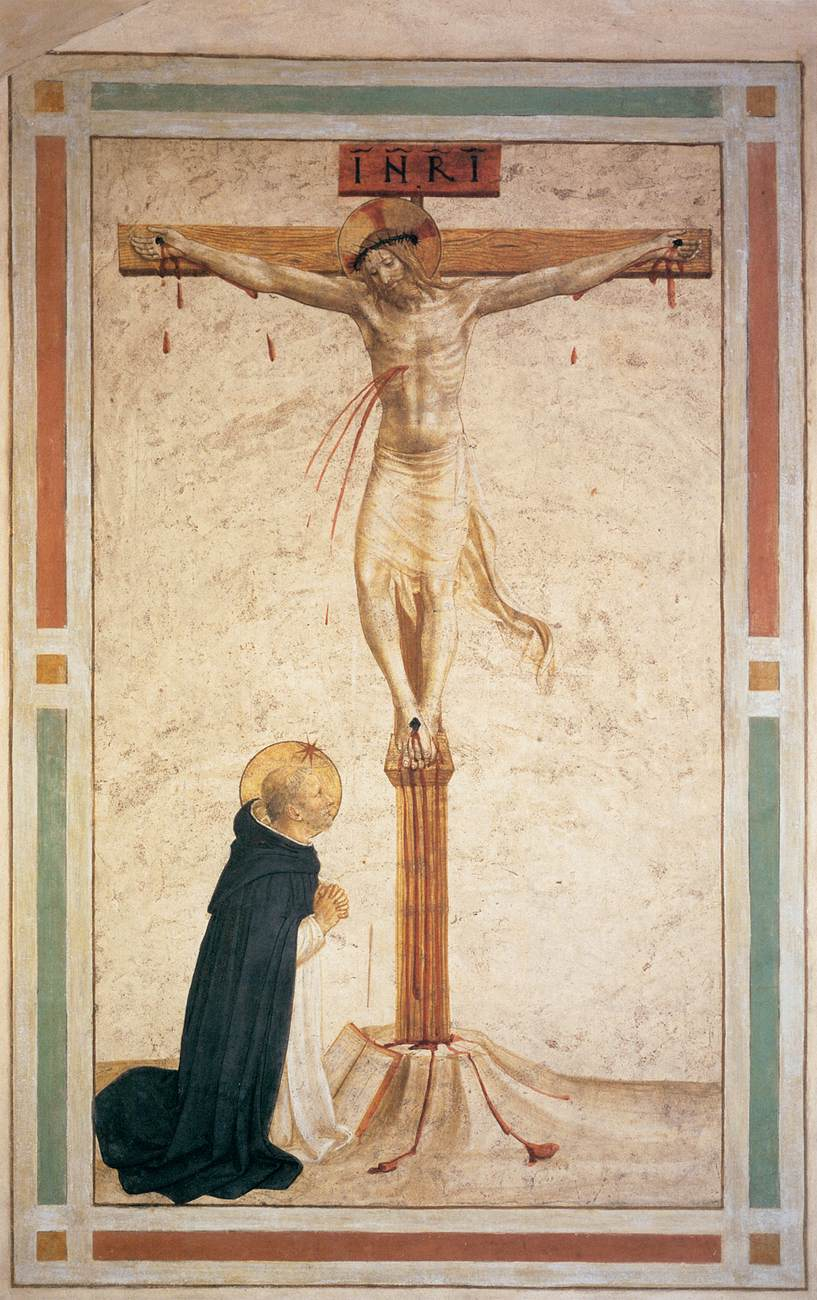
Celda 17 Crucifixión con Santo Domingo
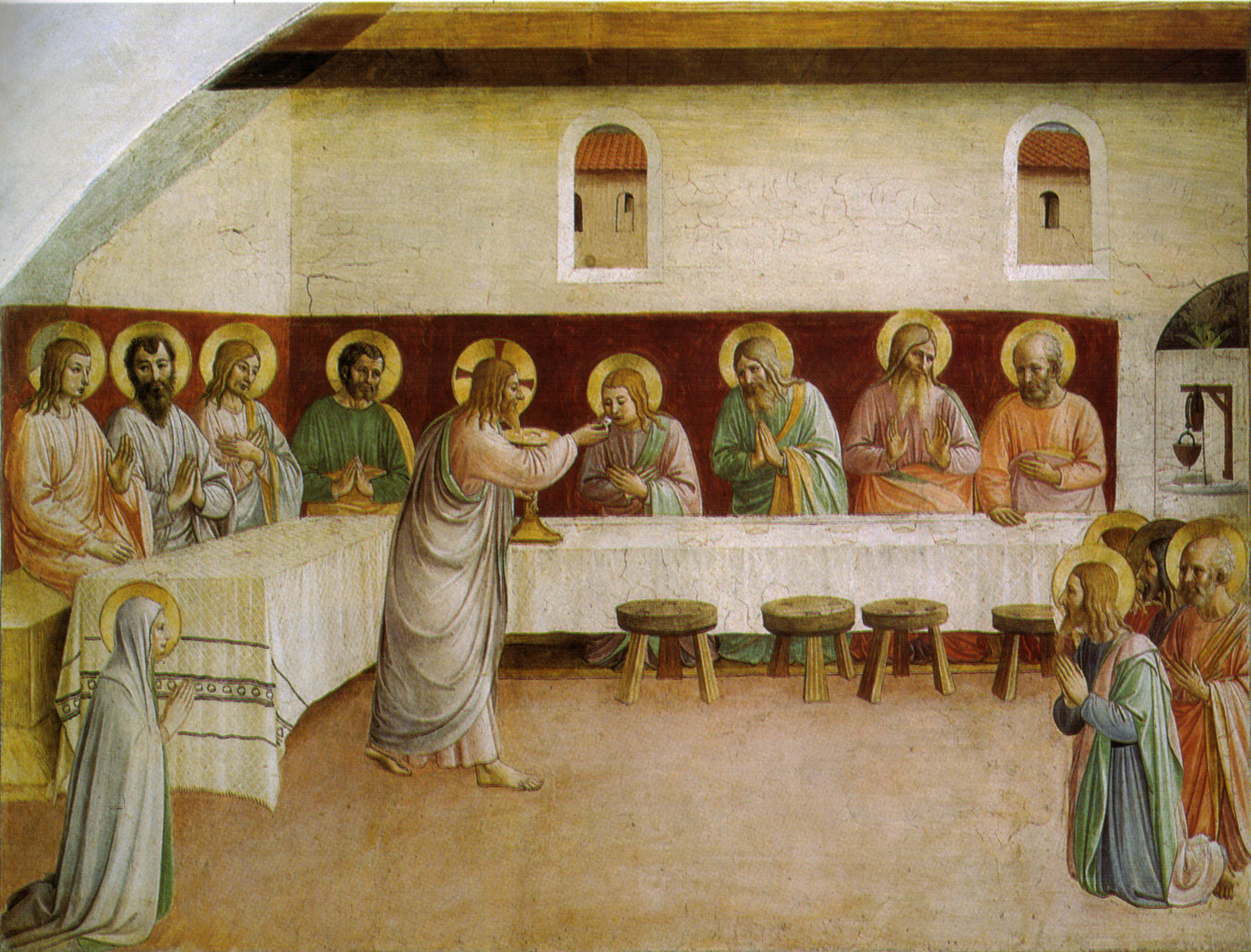
Celda 35 Comunión de los Apóstoles
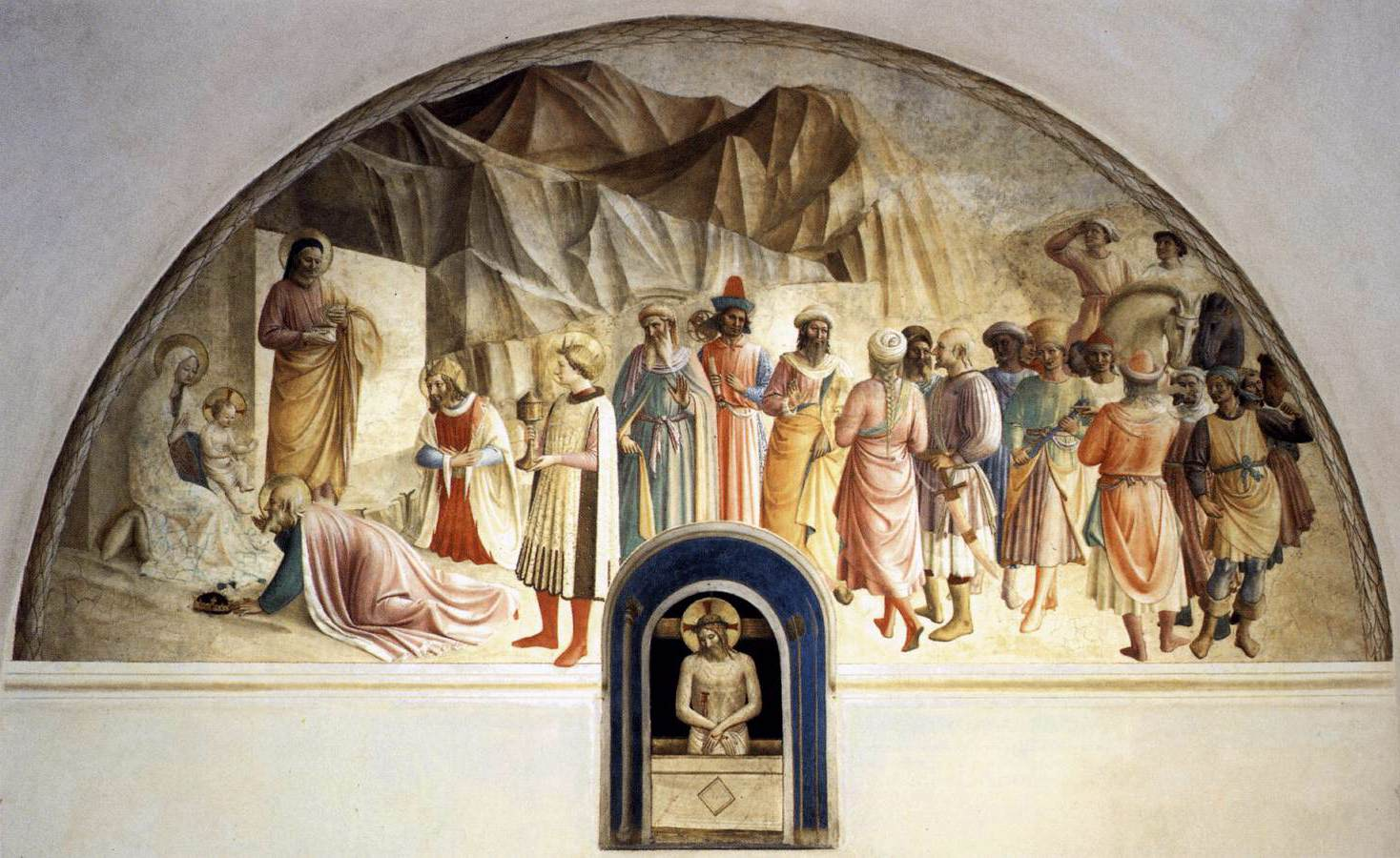
Celda 39 Adoración de los Magos
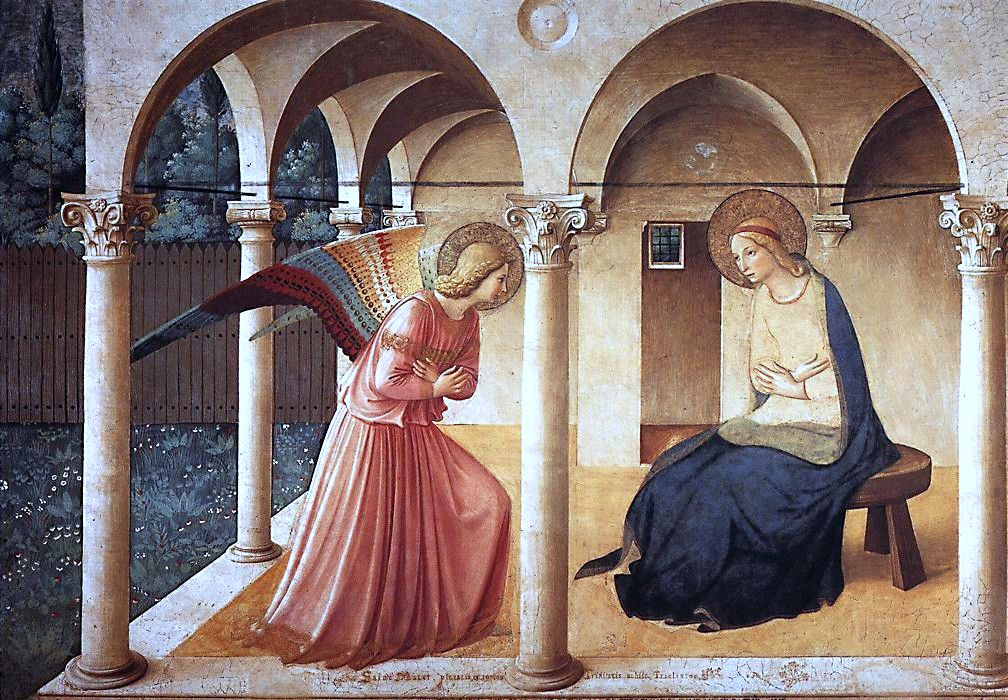
Anunciación